# 水沢つぐみ
水沢 つぐみ（みずさわ つぐみ、9月16日生）は、日本のAV女優。バンビプロモーション所属。

## 略歴
2019年にデビューしたロリ系のAV女優。

## 人物
趣味は、AV鑑賞・読書。
初体験は17歳で、これまでの経験人数は1500人を超え、人生の目標は「1万人とセックスすること」。

## 出演作品

### アダルトDVD
- 「性欲が強すぎる黒人ホームステイ三色丼(母/姉/妹)NTR」 〜旦那が見てない隙にデカチンで犯されたある一家の膣内事情〜（1月9日、DANDY）共演:児玉るみ、豊中アリス
- 羞恥! 彼氏連れ素人娘をマシンバイブでこっそり攻めまくれ! 18 素人VSマシンバイブ 激安居酒屋にマジックミラー特設スタジオを設置 お正月だよ、デカチンコキ初め潮始め!編（1月9日、サディスティックヴィレッジ）※オムニバス作品、共演:南野あさひ
- 顔出しMM号 女子大生限定 ザ・マジックミラー リアル友達関係の男女の素人大学生が生まれて初めての素股に挑戦! 5 2人っきりの密室でクリトリスとチ○ポを擦り合わせると友情の壁を超え我慢できずにヌルッと挿入してしまうのか!? in池袋 人生初の真正中出しスペシャル 2枚組8本番!（1月19日、ディープス）※オムニバス作品
- むちむちデカ尻 神ブルマ ロリ美少女やぽっちゃり娘にピチピチブルマ&体操着を着せ、ハミパン、ムレムレワレメを毛穴まで見えるほどの超ドアップ接写! さらに尻コキ、着衣お漏らし放尿やブルマぶっかけ、生中出し等ブルマ好きに送る完全着衣フェチAV（1月23日、親父の個撮）
- 生撮 レズビアン温泉旅行 07（1月31日、ゴーゴーズ）※「アヤ」名義　共演:工藤理香子
- 素人女子大生ガチナンパ! うぶな美少女に生まれて初めての女性向け風俗体験してもらいました! 2 禁止の本番までしちゃった素人娘&イケメン4組（1月31日、赤面女子）※オムニバス作品
- W奴隷（2月6日、グローリークエスト）共演:高城ひかる
- セレブ母に連れられて高級エステに来た処女優等生 美人エステティシャンにレズプレイを仕掛けられ初イキ 膣内エステマシンバイブで潮!潮!（2月6日、サディスティックヴィレッジ）※オムニバス作品、共演:香苗レノン
- マジックミラー号ハードボイルド 成人式で浮かれる晴れ着な20歳女子のクリトリスを“クリ吸いローター”で爆吸い! 初体験のアクメで脳内麻薬出まくったらデカチン即ハメ! 痙攣のけぞりアクメで潮!潮!潮!（2月6日、サディスティックヴィレッジ）※オムニバス作品
- 素人娘の全裸図鑑 10 今時の女の子13名が恥らいながら脱衣していく様子をじっくり撮影した、変態紳士のためのヘアヌードコレクション（2月7日、かぐや姫Pt）※オムニバス作品
- 熟女レズビアンSEX ネコとタチ（2月13日、FAプロ）※オムニバス作品、共演:天月叶菜、森下美緒
- 清楚でかわいい素人お嬢さん! 常にDEEPキスしながら勃起不全童貞のオナニーサポートしてくれませんか? 柔らかい唇、ハァハァ吐息でついにEDち●ぽフル勃起! 挿入してもどうせ射精できないからと「中出し懇願」セリフを言わせてそのままドピュッ!!（2月14日、赤面女子）※オムニバス作品
- 優しくて清楚で規律正しいはずの看護士さんが職務中の早朝患者さんを誘ってメチャクチャ下品にいやらしく静かにセックスするのを医者である私は以前から知っている。（2月14日、ヒメゴト）※オムニバス作品
- 完全撮り下ろし 乳もみナンパ! 街行く女の子たちに交渉→即揉み! in 渋谷・原宿・新宿・銀座・池袋 おっぱいパワーで日本を元気にしよう!! 恥じらう赤面素人娘106人の色・形・大きさの違う生おっぱいを揉んで!触って!鷲掴み! 5時間スペシャル! 「今ここで!?さっき出会ったばかりなのに恥ずかしい…(照)」 vol.07（2月19日、ディープス）※「みなみ」名義
- 共学校で行われた男女混合アナル健康診断 2020春（2月20日、サディスティックヴィレッジ）共演:葉月桃、世羅いのり、立花めい
- 一見ウブな天然女子ですが『趣味・チ●ポの研究』のとんでもないスケベビッチでした! 巨根、スパンキング、首絞めセックスで痙攣トロトロ絶頂!（2月25日、ブロッコリー）
- 父兄惨姦（2月29日、光夜蝶）
- お兄ちゃんは、私を離さない（2月29日、NON）
- 大事な愛娘の部屋から大人のオモチャが…。注意をしようと娘に話すとモジモジして俺を見つめる。ドキっとした瞬間、娘は俺を押し倒しチ●ポをオモチャ代わりに妻にもされないテクで俺を弄ぶエロ可愛い娘。（2月29日、NON）※オムニバス作品
- 渋谷ギャルショップ生意気店員つぐみ、中出しフルボッコ。（3月12日、MERCURY）
- ローションぬるぬる透け透けスク水で全身密着!!（3月13日、アロマ企画）※オムニバス作品
- 研修期間中の女性校医による思春期の男子校生への検診事情（3月13日、ヒメゴト）※オムニバス作品
- 「私、男の人に汚されたいです」 普段キャディーをしているちっぱい美少女にイラマ、アナル舐め、大量ぶっかけ（3月13日、アポロ）
- 「本物のセックスとは中出しって聞きました!」 彼氏ができて以来、性に超貪欲になった真面目な学級委員長が登校拒否中のボクの家にやってきて彼氏は絶対にしてくれない中出しセックスを求めてきた…。（3月19日、ゴールデンタイム）※オムニバス作品
- おま●この形状まるわかり! 薄いパンツの上からマン汁ぬるぬる透けオナニー 2（3月19日、かぐや姫Pt）※オムニバス作品
- 監禁拘束永続絶頂少女 つぐみ（3月25日、SEX Agent）
- 妹の友達はヤリマン小悪魔! わが家に遊びに来てミニスカパンチラで僕を誘ってくる。妹の居ない所でハメ撮りOKしてくれたからバイブと絶倫チ○コ激ピストンで死んでもらいました。（3月26日、SWITCH）共演:泉りおん、小坂芽衣
- 「オイルが…ヌルヌルして入っちゃう…」 エステティシャンの綺麗なお姉さんたちは、マ○コをチ○ポに滑らせながら嬉しそうにそう言った…。僕は初めてのメンズマッサージで、なぜか初めてのセックス(複数人)をして、「なかなかやるじゃん」と言われ、初めて自信を持って生きる事ができたんだ。（4月1日、OFFICE K'S）※オムニバス作品、共演:岩沢香代
- チャレンジ!タイマー電マ（4月1日、ライトハウス）※オムニバス作品
- 地味子と自称する娘に大好きな男の臭いをクンカクンカさせながら、マンホジすると派手に潮吹きながらアへ顔晒すのでお前はサセコだと教えてやった。（4月3日、光夜蝶）
- 姑息! ゴム取りおじさん VS 生中NG新人女優（4月7日、パコパコ団とゆかいな仲間たち）
- 2020年度 ソフト・オン・デマンド株式会社 全裸入社式 新卒社員20名の桃色ま○こ 超羞恥4時間スペシャル!（4月9日、SODクリエイト）※「古川夏紀」名義
- ガンガン感じまくってイキまくる、ソソるメンズエステのお姉さん! エロ無しメンズエステに行ったら乳を押し当てられゲキ勃起！でも抜き無しだし女性が嫌がる行為は禁止だし、このフル勃起はヤバイ怒られるぞ、と思っていたらエステのお姉さんは紙パンツの中に手を突っ込みシコシコ!?しかもチ○ポ大きいね、とかオマ○コ濡れてるよ、とか隠語連発!ああヤバイ、きっとボッタクリだ…必死に耐えていると、我慢しなくて良いよ私もエッチしたくなっちゃった、と真顔で言うからソソられまくり!!ヤケクソだ!と逆襲に転じるとメンズエステのお姉さんはガンガン感じまくってイキまくり!!（4月9日、SOSORU×GARCON）
- 10代美少女ナンパ! 3回目のエッチでマシンバイブ!激潮アクメ!エビ反り痙攣で激ピストンをおねだり（4月9日、サディスティックヴィレッジ）
- 濡れてテカってピッタリ密着 神スク水 可愛い女子のスクール水着姿をじっとりと堪能！着替え盗撮から始まり貧乳から巨乳にパイパン、ハミ毛、ジョリワキ等のフェチ接写やローションソーププレイやスク水ぶっかけに生中出し等を完全着衣で楽しむAV（4月9日、親父の個撮）
- 催眠連鎖(ぶれいんくらっしゅ) 〜俺にだけ態度極悪なパリピナースを催眠連鎖でネオ奴隷にしてやったw〜（4月10日、ゲッツ!!）
- エロ尻アナル四つん這いオナニー（4月13日、アロマ企画）
- 好奇心旺盛な肉食系スケベっ娘のエッチなご奉仕（4月13日、オーロラプロジェクト・アネックス）
- 悪徳エロ整体師による睡眠導入剤人妻昏睡レイプ動画（4月13日、カルマ）
- 電車内素人娘パンチラ盗撮エロ動画（4月13日、カルマ）
- 怒涛のアクメラッシュ 快感に耐えて突き進め!! 杭打ちディルドボールバウンドレース（4月13日、はじめ企画）
- 「目標1万人で〜す♪」 とにかくご新規チ○ポを試したくて仕方ないスーパーヤリマン女子大生 連続ピストンでイキ敗北!（4月13日、うさぎ）
- 一般男女モニタリングAV しごいてしゃぶってヌキまくり!! 素人女子大生が無数に生えた壁ち○ぽの即ヌキに挑戦! 5 フル勃起ち○ぽに囲まれ恥じらいながらもオマ○コが濡れてしまった女子大生はザーメンまみれでノンストップ射精SEX! 総発射102発! 2枚組8本番スペシャル!!（4月19日、ディープス）
- 「おじちゃん、私大人のキスできるよ」 昔はよく会っていた親戚の姪っ子が数年振りに帰省してきた。今ではちょっと大人になって制服も似合っているが、昔よくしていたみたいに、ほっぺにチューなんてしてくるまだまだかわいい女の子。でも、子供扱いしすぎたボクに怒る姪っ子。「おじちゃん、そんなに子供扱いしないで。私もう大人なんだから大人のキスだってできるよ」とほっぺではなく口に舌をねじ込んできてディープキス!幼い顔でまさかの本気のキス。しかも大人顔負けの舌使いでよだれまじりに何度もキスをしてきて、勃起してしまいました。姪っ子は嬉しそうに「おじちゃんもっと大人っぽいことしよ」と勃起チ○ポに手を伸ばして…。（4月19日、Hunter）
- なかよし素人娘2人組とねっとりベロチューしながら焦らし手コキ12人（4月19日、かぐや姫Pt）
- 日焼け跡の残る姪っ子近親相姦（4月24日、TMA）
- 地元の男は食い尽くした最強ヤリマン・つぐみちゃん(22) 田舎娘に密着濃厚中出しSEX（4月25日、あんず）※「つぐみ」名義
- 高校の制服って、まだ持ってますか?（5月2日、ワープエンタテインメント）※「つぐみ」名義
- 痴漢被害を赤裸々に告白させられ、再現と称して再び痴漢される女たち…（5月7日、アパッチ）
- SNSで知り合ったエッチ大好き女子○生と青春オフパコ動画（5月8日、SWITCH）
- ちっぱいJ●中出し喫茶!（5月8日、ゲッツ!!）
- 素人ブルマニア個人撮影映像 中出しブルマん娘（5月14日、フェチ眼）※「つぐみ」名義
- 世の中を舐めきったパパ活女子をカモられオヤジが勝手に制裁! パパ活J◎托卵私刑 …+勝手にAV発売♡（5月15日、ゲッツ!!）
- いいなり制服少女 一人目（5月17日、唾鬼）※「大賀ちあき」名義
- 濃厚ベロチューしながらスローオイル手こきでち○ぽ焦らされ続ける。 その4（5月19日、アロマ企画）※オムニバス作品
- 一人暮らしの女子大生の無防備な黒パンスト尻に我慢できずにバックからねじ込むデカチン即ハメ! 足首をグイっと掴んで強引にイカせる膣奥激ピストンSEX! 合鍵で勝手に侵入してきた変態大家がデカ尻JDに生中出し!（5月19日、ディープス）※「りな」名義
- 結婚したら嫁の連れ子が6人全員ヤリマン女子○生だった! 彼女たちはとにかくエッチなフェロモン全開でその雰囲気に我慢できず、嫁に隠れて勃起しまくっていたら娘たちにバレてしまい6人の娘たちが誘惑してきてお義父さんチ○ポの奪い合いが始まった! 婚活し奇跡の結婚! しかし、嫁には連れ子が6人。嫁と結婚するだけならまだしも若い女子たちに囲まれての生活なんてドキドキの連続!さらには娘たちはヤリマン女子○生で超無防備な格好をしているんです。嫁がいるのについつい若い娘たちに目が奪われてしまい反省の日々。しかし、それを面白がってか娘たちは胸チラパンチラを見せびらかし、わたしを誘惑!!毎日毎日勃起していたらバレてしまい娘たちは気持ち悪がるどころか更に面白がって私のチ○ポを貪り始め「お義父さんチ○ポ試してみたい!」なんて次々にセックスの誘惑が…!夢に隠れて娘たち全員とセックスしまくりの生活に…!（5月19日、Hunter）
- 未成熟な妹の体が気になりすぎて無理やり中出ししたらボクの虜に! まだまだ体が発育中の超無防備な妹と狭いワンルームで同居生活が始まって…!?上京したての妹が1人暮らしのボクの部屋に転がり込んできた!狭いワンルームで仕方なく同居生活が始まったのですが…いざ一緒に住むと無防備過ぎる胸やお尻に勃起しっぱなし!性欲も溜まりっぱなし!もう我慢の限界!ボクは気が付くと妹を襲って無理やり中出ししていました!!取り返しのつかない状況に…と思ったら、妹はその日から露骨にチ○ポを求めてきた!?ボクもその気になってしまい、何度も中出しするほど妹に夢中になってしまいました!!（5月19日、Hunter）
- 『おじさんは私を必要としてくれる??』 隣のウブロリ学生がまさかのノーブラ誘惑!! 玄関入って即尺セルフイラマ! 隣に住む母子家庭で遅くまで母親が帰ってこないウブロリ学生は玄関先で寂しそうにボクを見つめてくる…玄関先で会うたびに寂しそうな目…何か求めているような目…ある時、よくよく見たら彼女はノーブラで立ち尽くしてこちらを見つめている…ノーブラで求められたら我慢できなくなりガン見しまい勃起…勃起していたら女の子にバレてしまいヤバイと思ったけどボクに近づいてきて『こっち来て…』と言って手を引っ張られて彼女のお家へ!と思ったら玄関に入った瞬間『男の人はこうすると喜ぶんでしょう?』と言ってズボンを脱がされまさかの即尺セルフイラマ!『おじさんは私を必要としてくれる?』と言って部屋に連れて行かれて生セックス!!乳首をコリコリしたらカワイイ声で感じまくり!!何度も何度も中出しさせてくれました!!（5月19日、Hunter）
- 浮気願望 これが本当のワタシなんです… Vol.10 めぐみさん23歳(仮名)専業主婦（5月19日、エマニエル）※「木村恵美」名義
- 日焼け跡の残るパイパンロイータ美少女を狙う 黒人尾行押し込み中出しレイプ（5月22日、I.B.WORKS）
- 制服女子●生尾行押し込み連続レイプ記録映像（5月22日、青空ソフト）
- エロ中毒異常性欲少女（5月25日、豊彦企画）※「奥山なつ」名義
- モブなのに、SEX好きすぎてゴメンナサイ（6月1日、S-Cute）
- 生撮レズビアン温泉旅行 10（6月5日、ゴーゴーズ）※「神田美奈」名義
- 本日実習生として来て頂いたのは、「将来は接客の仕事がしたい」、「美味しい料理でお客さんを笑顔にしたい」という飲食店の仕事に従事するのが目標の、笑顔がとっても素敵な女子生徒さんたちです。 最初は飲食店の従業員のみなさんにセクハラ指導を受けながらも、日頃の学びの成果を存分に発揮して、調理補助、接客など、思わず感じながらも声を押し殺して頑張る姿はとても素敵で、キュートなお尻を触られながらもキュートな笑顔は忘れずにいましたが、下着はすでにエッチなシミが出来てしまっていて、勃起チ○ポを強引にねじ込まれ、中出しされた時にはもう実習を忘れて自らおねだりしちゃうほど感じまくっていました!何度も中出しされ、何度も中出しを求められて、飲食店の現場で丸3日間、貴重な体験をしていただきました!!!（6月7日、Hunter）
- 「お兄さんの大きいおち○ぽ挿れたら気持ちいいの?」 妹の友達が我が家にお泊りにやってきてまさかの逆夜●い!!妹の友達がお泊まり会。初めてのお泊りだからテンション高くてとにかくうるさい!!今夜は最悪だと思っていたらもっと最悪な事が!!なんと風呂上りに妹の友達に僕のチ○ポを見られてしまったんです!もう本当に最悪だと思っていたらどうやら妹の友達は僕のデカチンが気になって仕方がなかったみたいで寝静まった夜、僕の部屋にこっそり忍び込んででき…「ずっと気になっちゃってこのままじゃ寝れないの…」と言ってまさかの逆夜這い!（6月7日、Hunter）
- 残業が終わった直後に押し入られ、翌朝までオフィスに居座る男たちに何度も何度も犯されるOL（6月7日、アパッチ）
- 素人ナンパでセンズリ鑑賞 9 見るだけでいいんです!だからちょっと僕のチ●ポ見てもらえませんか?（6月7日、かぐや姫Pt）
- SOD 女子社員 ファン大感謝祭 新入社員バスツアー! 抜きすぎ注意!? 射精回数合計100発で皆さま大満足SP! フレッシュで可愛い12名全員のSEXを収録した4時間ず〜っとシコシコOK号（6月11日、SODクリエイト）※「古川夏妃」名義
- 素人男女モニタリング実験でゲッツ!! 同じ学校に通う♀マジメ妹J◎×巨根兄♂がスマホの顔交換アプリで距離を縮めるつもりがカラダが入れ替わってしまった…。 しかも、元に戻る方法がお互いのカラダのシンクロ率を上げるという条件になってしまったらどうなる?（6月12日、ゲッツ!!）
- 喘ぎ声も出せず声を押し殺し… 敏感制服美少女 図書館内中出し痴漢（6月13日、カルマ）
- 監禁 〜男の性奴○になった私〜（6月19日、ドグマ）
- 今夜、寝ている妹の綿パンにぶっ刺して童貞喪失してきます!!（6月19日、お夜食カンパニー）
- おち●ぽのにおいってどうですか?（6月19日、タマネギ）
- オナニーでパンティを貫通するほど溢れ出たマン汁を舐めながらイク女（6月25日、SEX Agent）
- マジックミラー号 真夏の海水浴場編 10代水着美少女が何度も射精させるほど高額賞金GET! 連続射精チャレンジ! 発射を促すためにキツキツ桃色おま○こに挿入も! 6名出演全員SEX合計16発射!（6月25日、SODクリエイト）
- クラスの女子の間でベロチュー大流行!教室内で女子たちがチューしまくり!見ていたボクもベロチューブームに巻き込まれた。それだけでは終わらず… 男女比1:9!の男はボクが1人だけのクラスでは「スカートめくり」や「おっぱい揉み」など女子たちのエッチなおふざけがしょっちゅう流行るのですが…今流行っているのは女子同士のベロチュー!?その光景を目の当たりにしたボクは気まずさと興奮が止まりません!すると女子たちの悪ノリが始まって今度はボクにベロチュー!?そんなことになって勃起していると女子たちのムラムラが爆発!学校内でボクのチ○ポをハメるのが大流行!?炎上するより快感が勝って何度も何度も中出しするのが当たり前になってしまい…!?（7月7日、Hunter）
- 「帰りたくないならウチ来なよ」という甘い言葉に誘われ地下牢に集団監禁された家出少女たち（7月7日、Hunter BLACK）
- 喉姦イラマチオ調教（7月10日、REAL）
- SOD女子社員 新入社員限定 ロリっ娘だらけの全裸で健康診断 未成熟な身体の10名を全裸にして真面目に検診しました♡（7月23日、SODクリエイト）※「古川夏妃」名義
- 美女の顔踏み（7月23日、グローリークエスト）
- 性行為依存（7月24日、REAL）
- ホンオナ 令和ver. 02（7月25日、SEX Agent）※オムニバス作品
- 肛門センズリサポート ～アナルと淫語で導かれる絶頂へのカウントダウン～（7月25日、SEX Agent）※オムニバス作品
- 笑顔が可愛いウブ女子を感じさせてみたら顔面が崩れるほどイキ狂い出してチ●ポを懇願し始めた 水沢つぐみ（8月13日、バルタン）
- 完堕ち ゲロ スロート ドリル 鼻浣腸 新人捜査官つぐみ 水沢つぐみ（8月28日、REAL）
- 村長さんの悪ふざけ 冬愛ことね 水沢つぐみ（8月28日、I.B.WORKS）
- 可愛い洋服だから脱ぎません 着衣のままパンティずらしてチ○ポを挿入! 童貞を殺すガーリー編（9月7日、アロマ企画）※オムニバス作品
- 10分で2度抜き手こきサロン 3（9月19日、アロマ企画）※オムニバス作品
- マン土手を高く突き上げおま○こ挑発! お尻をエロく突き出しアナル挑発!!（9月25日、アロマ企画）※オムニバス作品
- 採用基準は《尻の丸み》 就業規則は《黒ストッキング着用》のフェラチオ商事株式会社（9月25日、アロマ企画）※オムニバス作品
- ヤンキー座りでこっそり一服フェラ（10月7日、アロマ企画）※オムニバス作品
- ローアングルでベストアングル連発!! じっくり仰ぎ見るパンチラ 3  ひたすらローアングル編（10月19日、アロマ企画）※オムニバス作品
- ねぇねえ、家族でエッチなアソビをするとみんな優しくしてくれるのは、なんでなの?（10月30日、NON）※オムニバス作品
- ねぇ、今日はお父さんたちが帰ってくるまで何回しよっか?（12月4日、NON）※オムニバス作品

- 制服女子ぎゅうぎゅう痴漢バス（1月1日、ドリームチケット）※オムニバス作品
- 水沢つぐみ初レズ解禁作品 同性愛快楽に目覚めた3Pレズビアン 水沢つぐみ あおいれな みひな（1月13日、セレブの友）
- 鬼畜な家族に玩具にされてます。（1月29日、光夜蝶）※オムニバス作品
- 父の再婚相手の連れ子は毎日喧嘩するほど仲の悪いクラスメイトだった。両親に心配をかけたくない私達は声を押し殺して女同士の喧嘩をするようになった。喘ぎ声とイキ我慢をする新感覚喧嘩レズバトル 3 河奈亜依 水沢つぐみ（2月25日、ROCKET）
- シロウト女子個人撮影ハメ撮り日記 田舎から出てきたヤリマンちゃん つぐみちゃんCかっぷ（2月27日、シャーク）
- 青春足責め学園 蒸れた酸っぱい思春期の香りがする足で、気絶するほど責められました… 佐藤りこ 乙花イブ 水沢つぐみ 白石かんな 希望光 三葉優花 大川月乃（4月7日、犬）
- キャットスーツで嗚咽ハードイラマ 完全拘束交尾（4月9日、REAL）※オムニバス作品
- 金粉覚醒 水沢つぐみ（6月1日、バミューダ）
- 阿鼻叫喚 女スパイ拷問熱湯責め（7月7日、シネマジック）
- こんな私で「ごめんなさい」オナニー全員集合! 感じすぎる私、イキすぎる私、クチュクチュ音をたてる私、公衆便所みたいな私…（8月13日、セレブの友）※オムニバス作品
- 全裸聖水飲ませ 2（11月9日、犬）※オムニバス作品
- 「ようやく私で勃起してくれたね。私はいつも興奮してアソコがこんなになってたんだよ」 女として意識した事がなかった幼馴染のパンチラでギン勃ち! グショグショのマ○コを触らせるのでガマン出来ずに初セックス! 2 天馬ゆい / 水沢つぐみ（11月11日、アイエナジー）
- レズビアンストーカー ～小悪魔制服少女に狙われた私～ 水谷あおい 水沢つぐみ（12月7日、U&K）
- 元気なちいさな体に真正生中出し! 精子を子宮に溜めて「いっぱいはいってるね」って大喜び 水沢つぐみ（12月12日、First Star）

- 悶絶くすぐり地獄 02（1月1日、バミューダ）※オムニバス作品
- レズ専用マッチングアプリ ～出会ってすぐやりたがるヤリモクビアン達～（1月18日、U&K）※オムニバス作品
- 敏感ロ●ッ娘性感オイルエステ 3 水沢つぐみ / 猫村にこ（3月10日、アイエナジー）

### VR
- 「あっダメ… 何か変な感じ… ごめんなさい!」 電マでイタズラしていたらまじめでウブな義理の妹がお漏らししちゃった件!そして、そんな義理の妹が実は超絶エロくてドスケベだった件! 突然、ボクに10歳以上年の離れた義理の妹が出来た! 素直で無邪気でとても可愛いし、すごくボクに懐いていてボクの部屋に遊びに来る! しかも、ボクの部屋に遊びに来る時は超無防備&無警戒で子供っぽい綿パンが見えたり、胸が小さいから浮きブラ乳首チラしたり! ある日、義妹がボクの部屋にある電マに気付き「それ(電マ)やってみたい!!」と言うんです!ボクが手伝って肩とか腕とか電マでマッサージしてあげていたらあまりにも反応がいいので、ふざけて胸や股間に電マを当てたらまさかの感じまくり!普段の感じからは全く想像できないくらい超絶エロい!とにかくエロい!しかも股間に電マを当て続けたら「あれ… 変な感じがする…ごめんなさい!…ヤダッ恥ずかしい!!」と言って恥ずかしがりながらまさかのお漏らし!! 興奮した義妹が想像を絶するエロ過ぎる女に豹変してボクのチ●ポを求めてくるVR（3月19日、ジャックポットシステム）※「まみ」名義

- 今日は全裸の日だよ!? 転校した学校は金曜日に服を着て登校したら退学だったVR 転校生の初全裸登校編（2月7日、ナチュラルハイ）
- 妹と添い寝しながらえちえちな展開（3月27日、CASANOVA）
- ネットカフェでオナニーしている女は見られてるのに気づいてもやめないどころか見せつけてくる。（4月3日、CASANOVA）
- 家出少女・つぐみ 黒髪ショートヘアの少女がボクの部屋に転がり込んできて「なんでもするから家にいさせて」と…意外にもハードなエッチにも積極的な制服少女に妊娠覚悟の中出し!（6月17日、MAX-A）
- 「私でオナニーして…」目の前でオナネタにされるとマ●コをほじりたくなるド変態女 水沢つぐみ（7月10日、CASANOVA）
- エロい人しかいない株式会社に転生してしまったのか?下着メーカーの新入社員になったら… 巨乳社長 ましろ杏 痴女部長 七瀬ひな どM同僚 水沢つぐみ（7月17日、4K VR）
  - あなた! 新人のくせになんで真っ先に気持ち良くなってんの? 同僚社員が見てる前で巨乳社長からセクハラ! 巨乳社長 ましろ杏 どM同僚 水沢つぐみ（7月23日、4K VR）- 上記作品から一部シーンを単体リリースした作品。
  - ちょっと新人君!!どっちの意見が正しいと思う? 痴女部長 七瀬ひな どM同僚 水沢つぐみ（7月23日、4K VR）- 上記作品から一部シーンを単体リリースした作品。
  - 新人く～ん?? 下着のフィット感確認してください! ちょっと変わった下着メーカーに入社したら… 巨乳社長 ましろ杏 痴女部長 七瀬ひな どM同僚 水沢つぐみ（7月23日、4K VR）- 上記作品から一部シーンを単体リリースした作品。
- 彼氏とデート予定の幸せ絶頂カノジョを追いかけ捕まえ激イラマチオ! 怯えて泣きまくる浴衣少女を犯し、膣ナカも顔も臭いザーメンで汚してやった【大量顔射】真夏の犯行記録 水沢つぐみ（8月3日、こあらVR）
- 超4KHQ 60fps【ローアングル】ムッチリ美脚を包み込む黒パンスト顔騎オナニー ボリュームたっぷり美女16人（9月3日、こあらVR）※オムニバス作品

### アダルトサイト
「MGS動画」
- 【初撮り】ネットでAV応募→AV体験撮影 1008 『学費のために…』なんてのは建前で本当はSEXしたくてたまらない!純朴そうな顔に似合わずジュボジュボフェラと騎乗位がGOOD!!（2019年7月8日、シロウトTV）※「みなみ」名義
- マジ軟派、初撮。 1410 ナンパエリアは池袋!SNSの裏垢調査と称してナンパした純度100%の清楚系女子のつぐみちゃん♪ガード固そうな彼女だが、SEXにありつけるのだろうか…（11月12日、ナンパTV）※「つぐみ」名義
- 家まで送ってイイですか? case.151 シリーズ最大のド淫乱モンスター!玄関開けたら2秒で即尺!!⇒最速にして最淫…タクシー内で逆セクハラ⇒経験人数2000人!目指!10000人⇒永遠の愛を求め日夜SEXに励む⇒ドM変態!痛みも快楽イキまくり!10000万回イク!⇒突然、涙の生い立ち…初めて触れた小さな愛（2019年12月20日、ドキュメントTV）※「さくら」名義

「デジポット」
- 【痴漢動画】ちゃおず初のJ◎痴漢!?ちっぱい胸チラ美少じょ*涙ポロポロ車中失禁*生ハメ大量ぶっかけ【高画質/オマケ映像付】（2019年11月17日、ちゃおず）

「色眼鏡」
- 「素でチンポを欲しがるつぐみは天使!?」（2019年12月、色眼鏡）※「つぐみ」名義

「FANZA」
- 鳴門さん&西野さん（2020年1月10日、素人おかしや）※「鳴門」名義
- つぐみ（2020年1月27日、俺の素人）
- つぐみちゃん（2020年2月3日、マジックミラー号ハードボイルド）
- つぐみちゃん（2020年2月4日、素人おかしや）
- つぐみ 2（2020年2月11日、俺の素人）
- めぐみん（2020年2月22日、#素人裏アカウント ちょっぴり激しいの好き）
- みつぐ（2020年3月4日、素人ホイホイZ）
- みさ（2020年3月8日、ビニ本本舗）
- あい（2020年4月30日、ION ミルキー倶楽部）

「S-Cute」
- #766 Tsugumi（2020年4月24日）

「HAPPY FISH」
- h602 水沢愛実（2020年5月26日）

「FC2」
- 【JプレミアムK】オジサンチ○ポが大好物のマキ【個人撮影】（2020年6月19日、hgg）※「まき」名義
- 【個人撮影】「オジサンはアナルとか舐めてくれるから好き」まきちゃん【どちらかというとアウト】（2020年6月26日、hgg）※「まき」名義

### イメージDVD
- 純系ショートカット（2020年2月23日、CRANE）※「稲垣さゆみ」名義
- 清純リスペクト（2020年5月23日、CRANE）※「杉本ゆいな」名義
- Cos Fechi! 水沢つぐみ（2020年10月15日、スパークビジョン）

## 書籍 等

### 雑誌
- 週刊ポスト 2020年3月13日号（小学館） - 「新人AV女優ハダカ白書2020」

### 新聞
- デイリースポーツ 2020年4月11日 - 「AVイキヌキ」